# Port Ejlat
Port Ejlat (hebr. נמל אילת) – międzynarodowy port morski położony w mieście Ejlat, w północnym czubku Zatoki Akaba na Morzu Czerwonym. Przez cały rok obsługuje statki towarowe i pasażerskie. Port służy obecnie głównie do handlu z Dalekim Wschodem, umożliwia izraelskim statkom towarowym dotarcie do Oceanu Indyjskiego z ominięciem Kanału Sueskiego. Port jest zarządzany przez spółkę Eilat Port Company Ltd. z siedzibą w Ejlacie.

## Historia
Podczas wojny o niepodległość izraelskie oddziały zajęły Ejlat 10 marca 1949. Zdobycie Ejlatu miało dla Izraela duże znaczenie strategiczne i gospodarcze, gdyż otwierało dostęp do Oceanu Indyjskiego i Dalekiego Wschodu. Jednak już w 1949 wojska egipskie zablokowały dla izraelskiej żeglugi Zatokę Akaba, odcinając tym samem port Ejlat od świata (dla Izraelczyków zamknięty pozostawał także Kanał Sueski). Od 1951 port w Ejlacie jest wykorzystywany jako baza izraelskiej marynarki wojennej.
W 1956 izraelska armia razem z Francuzami i Brytyjczykami przeprowadziła operację wojskową przeciwko Egiptowi, znaną jako Kryzys sueski. W konsekwencji Egipt wyraził między innymi zgodę na otworzenie Cieśnin Tirańskich dla izraelskich statków. W 1957 nastąpiło oficjalne otworzenie portu morskiego w Ejlacie.
23 maja 1967 Egipt ponownie zablokował Cieśniny Tirańskie dla „wszystkich statków płynących pod flagą Izraela albo wiozących strategiczne towary” dla Izraela. W odpowiedzi izraelska armia rozpoczęła wojnę sześciodniową, w której Izraelczycy zajęli cały Półwysep Synaj. Zwycięstwo to skutecznie odblokowało Zatokę Akaba i otworzyło Port Ejlat. Zapoczątkowany w następnych latach proces pokojowy doprowadził do zawarcia traktatów pokojowych Izraela z Egiptem i Jordanią, co otworzyło drogę do normalnego funkcjonowania Portu Ejlat.
17 lutego 2005 rząd po przeprowadzeniu reformy strukturalnej izraelskiego przemysłu portowego, utworzył niezależne przedsiębiorstwo Eilat Port Company Ltd.

## Nawigacja
Przed wejściem do portu znajduje się kotwicowisko dla 12 statków. Miejsce to ma szerokość 0,5 mili morskiej i głębokość do 130 m. Jest ono zakryte przed południowymi wiatrami i daje względnie bezpieczne schronienie podczas sztormów. Obszar kotwicowiska jest ograniczony czterema bojami, które oznaczają granice kąpieliska. Przy wchodzeniu do portu obowiązuje korzystanie z pomocy pilota. Na południe od portu znajduje się latarnia morska Ejlat. W porcie jest dostępny 1 holownik.

Panorama kotwicowiska i Portu Ejlat

## Struktura portu
Port Ejlat obejmuje rozległy obszar i składa się z dwóch najważniejszych części:
- Port główny – terminal kontenerowy oraz nabrzeża rozładunkowe masowców i statków Ro-ro.
- Terminal naftowy – to dwa mola służące do rozładunku ropy naftowej[8].

### Port główny
W głównym porcie znajduje się terminal kontenerowy z 5 żurawiami portowymi o udźwigu 25-50 t. Obszar przeznaczony na skład kontenerów zajmuje powierzchnię 30 tys. m² i mieści 2200 kontenerów. Nabrzeże do rozładunku masowców dysponuje jednym przenośnikiem kubełkowym o zdolności przeładunku 550 t/godz. dla fosforanów i do 800 t/godz. dla innych substancji sypkich. Do przechowywania produktów masowych przeznaczono magazyny o powierzchni 25 tys. m² i skład na otwartej przestrzeni o powierzchni 30 tys. m². Osobno znajdują się 3 magazyny dla potasu i fosforanów o pojemności 170 tys. t.
| Nadbrzeże nr      | Przeznaczenie         | Długość (m) | Głębokość (m) | Uwagi |
| ----------------- | --------------------- | ----------- | ------------- | ----- |
| 1-3               | masowce, kontenerowce | 528         | 13,0          |       |
| Miejsce postojowe |                       | 202         | 6,0           |       |

### Terminal naftowy
Terminal naftowy to dwa mola położone na południowy zachód od głównego portu. Urządzenia służące do rozładunku ropy naftowej znajdują się na zakończeniach mól, przy których mogą cumować dwa tankowce (po jednym z każdej strony). Terminal naftowy jest połączony z rurociągiem Ejlat-Aszkelon. Rurociągiem przesyłowym zarządza spółka Eilat Ashkelon Pipeline Co. Ltd. (EAPC).
| Nadbrzeże nr            | Przeznaczenie | Długość (m) | Głębokość (m) | Uwagi           |
| ----------------------- | ------------- | ----------- | ------------- | --------------- |
| Północne molo naftowe   | tankowce      | 85          | 16,0          | do 100 tys. ton |
| Południowe molo naftowe | tankowce      | 85          | 30,0          | do 500 tys. ton |

### Stocznia
W porcie są dostępne niewielkie urządzenia do naprawy statków. Umożliwiają one przeprowadzenie prac remontowych na statkach o wyporności do 300 t.

### Port wojenny
W porcie znajduje się baza marynarki wojennej. W 1980 utworzono tutaj Dowództwo Areny Morza Czerwonego (ang. Red Sea Arena Command). W bazie stacjonują lekkie łodzie patrolowe, których głównym zadaniem jest zapewnienie bezpieczeństwa Ejlatowi oraz zwalczanie przemytu z sąsiednich państw. Ejlat jest popularną turystycznie miejscowością. Przez cały czas na tym małym obszarze wodnym przemieszcza się w różnych kierunkach około 200 łodzi motorowych. Stwarza to duże możliwości przemytu narkotyków itp. rzeczy do Izraela. Z tego powodu łatwo zrozumieć duże znaczenie istnienia tutaj morskiej jednostki wojskowej, która zapewnia bezpieczeństwo mieszkańców i turystów przebywających w Ejlacie.
Z bazy w Ejlacie korzystają także siły specjalne, które przeprowadzają tajne operacje na Morzu Czerwonym. Najsłynniejszą ostatnio taką operacją było przejęcie statku „Katrin”, który usiłował przemycić broń i amunicję z Egiptu i Jordanii dla palestyńskich terrorystów.

## Statystyka
Działalność portu koncentruje się w dwóch głównych obszarach:
- import samochodów do Izraela (w większości są to znane marki samochodów japońskich i koreańskich) – 60% obrotów portu;
- eksport chemikaliów, takich jak potas i fosforany z zakładów chemicznych nad Morzem Martwym. Zapotrzebowanie na chemikalia jest szczególnie wysokie nad Dalekim Wschodzie;
- inne produkty – między innymi bydło z Australii[13];
- przez Port Ejlat przechodzi także około 40 milionów ton ropy naftowej rocznie[14].

## Plany rozwoju
Zarząd Portu Ejlat postawił sobie ambitny plan zwiększenia przepustowości terminalu kontenerowego. W tym celu planuje się budowę nowego nabrzeża z nowymi żurawiami i nowym składem kontenerów. Dodatkowo, wielkim przełomem w rozwoju portu może okazać się ukończenie budowy linii kolejowej Rakewet Jisra’el, która połączy Ejlat z centralną częścią Izraela i portami położonymi na północy. Koszt inwestycji oszacowano na 75 mln dolarów amerykańskich.

## Komunikacja
W bezpośrednim sąsiedztwie portu przebiega droga ekspresowa nr 90 . W mieście znajduje się port lotniczy Ejlat, a w odległości 60 km na północny zachód jest położone międzynarodowy port lotniczy Owda. Oba lotniska mają zostać zastąpione w 2019 roku przez nowy port lotniczy Ramon, który jest oddalony 18 km od centrum Ejlatu.

## Przedsiębiorstwa armatorskie
Z portu w Eklacie korzystają następujące przedsiębiorstwa żeglugowe:
- Zim Integrated Shipping Services – ZIM